# Смирнов, Дмитрий Николаевич (Герой Советского Союза)
Дмитрий Николаевич Смирнов (1915—1996) — старший сержант Рабоче-крестьянской Красной Армии, участник Великой Отечественной войны, Герой Советского Союза (1943). Командир отделения разведки 69-й механизированной бригады 9-го механизированного корпуса 3-й гвардейской танковой армии Воронежского фронта.

## Биография
Дмитрий Смирнов родился 25 октября 1915 года в посёлке Бисерть ныне Свердловской области в семье рабочего. Воспитывался в детском доме. Окончил 7 классов школы. После работал токарем.
В 1936 году был призван в Красную Армию. На фронте во время Великой Отечественной войны с июня 1941 года. 24 сентября 1943 года в районе деревни Монастырёк Кагарлыкского района Киевской области отражал контратаки противника, ожидая подкрепление. Также доставлял ценную информацию о расположении укреплений и огневых средств противника.
Указом Президиума Верховного Совета СССР от 17 ноября 1943 года за «мужество и героизм, проявленные в боях», старший сержант Дмитрий Смирнов был удостоен высокого звания Героя Советского Союза с вручением ордена Ленина и медали «Золотая Звезда» за номером 2107.
В 1945 году Смирнов окончил Киевское танкотехническое училище. С 1946 года — в запасе.
Проживал в Киеве. В 1959 году окончил Киевский механический техникум. Скончался 25 октября 1996 года в Москве, куда переехал в 1994 году. Урна с прахом захоронена в колумбарии на Ваганьковском кладбище.

## Память
- В память о Герое в Среднеуральске на Аллее Славы установлен его бюст[1].
- Мемориальная доска Дмитрию Николаевичу установлена на стенде "Верхнепышменцы и среднеуральцы Герои Советского Союза и полные кавалеры Ордена Славы" в экспозиция Музея военной техники в Верхней Пышме.

Мемориальная доска в Музее военной техники в Верхней Пышме